# Adria (motorfiets)
Adria is een historisch merk van motorfietsen en hulpmotoren.
De bedrijfsnaam was: Adria Fabrik für Motoren & Fahrräder, Paul Mühlbach, Kamenz.
Adria begon haar productie al in 1912. In eerste instantie produceerde men fietsen met hulpmotor. Na een onderbreking van de productie tijdens de Eerste Wereldoorlog kwam het merk in 1921 op de markt met echte motorfietsen met een 276cc-zijklepmotor en riemaandrijving. In 1923 kwam er een model met een 282cc-zijklepmotor, drie versnellingen en chain-cum-belt drive. Waarschijnlijk kwam er ook nog een 346cc-model, maar in 1927 werd de productie beëindigd.